# União Internacional dos Transportes Rodoviários

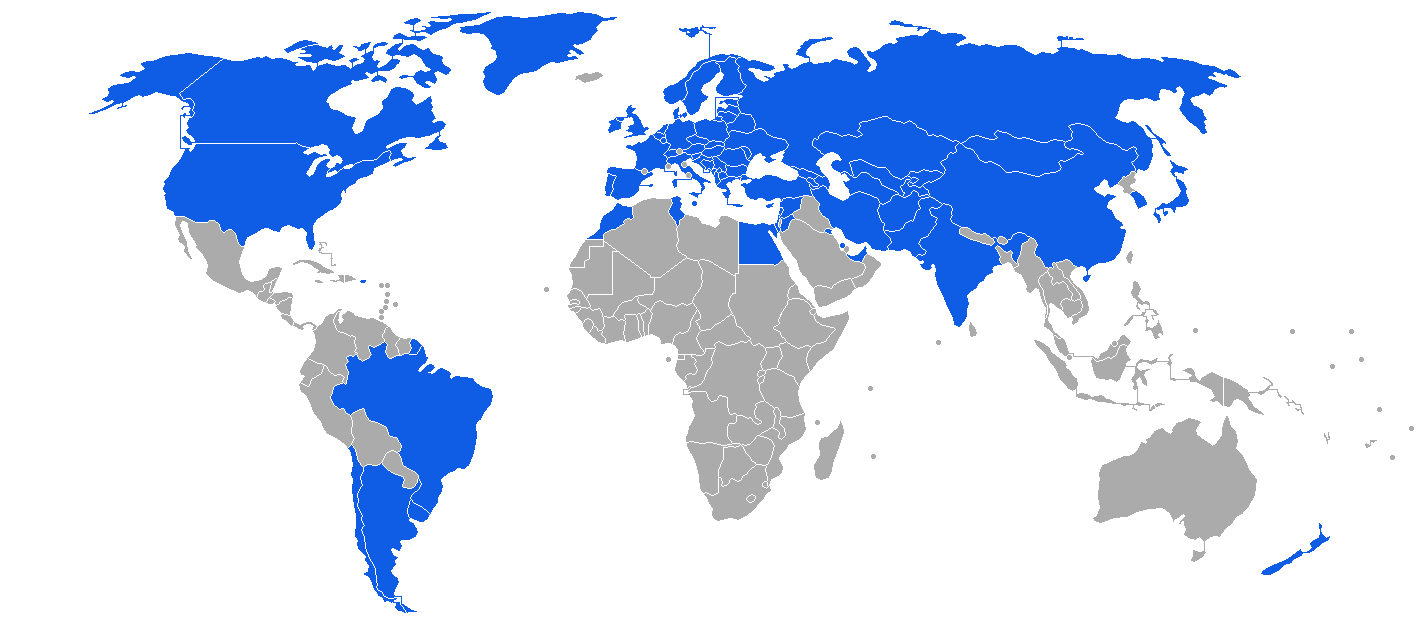
Mapa dos Estados-membros da IRU

A União Internacional dos Transportes Rodoviários ou IRU (em inglês International Road and Transport Union) é uma organização que defende os interesses dos operadores de autocarros/bus, táxis e caminhões dos países-membros de forma a assegurar o crescimento económico e a prosperidade, através da mobilidade sustentável de pessoas e mercadorias por todo o mundo.
Fundada a 23 de março de 1948, em Genebra (Suíça). A IRU está atualmente representada em 72 países por intermédio dos seus 170 Estados-membros.